# 大多喜城
大多喜城（おおたきじょう）は、千葉県夷隅郡大多喜町にあった戦国時代から江戸時代にかけての日本の城（平山城）。初めは小田喜城（おだきじょう）と呼ばれていた。江戸時代には大多喜藩が置かれていた。

## 歴史

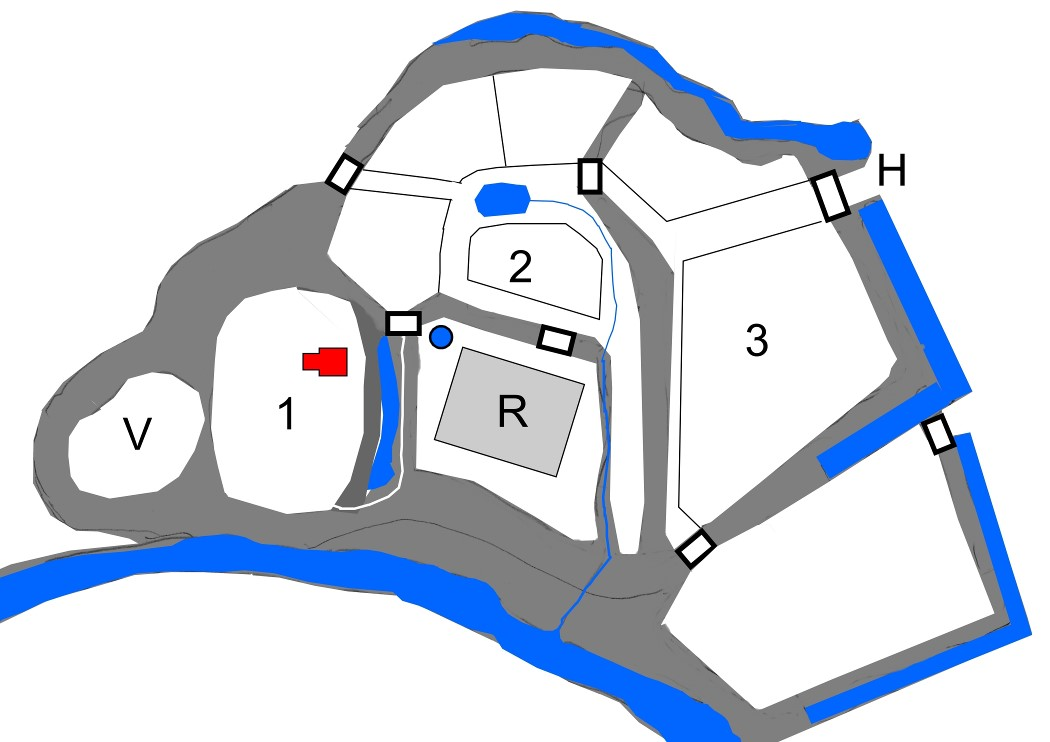
本丸付近の縄張り図

大永元年（1521年）に真里谷信清が「小田喜城」として築いたのがはじまりとされる。以前は小田喜城は同町内の根古谷城のことであり、今日の大多喜城は徳川家康によって大多喜の地を支配した本多忠勝が築城したものと考えられてきたが、近年の発掘によって現在の城の地下に大規模な城の遺構が遺されていることが明らかとされて、小田喜城と大多喜城とが完全に重なる訳ではない（戦国期には裏山である栗山が城の一部に使われていたが、江戸期には栗山は除かれてやや麓側に縄張りが移動されている）ものの、現在では信清の小田喜城を元にして後の大多喜城が築かれたものと考えられている。
信清の後を継いだ真里谷朝信の代の天文13年（1544年）に、里見氏の武将正木時茂によって真里谷氏は城を奪われて、以後時茂・信茂・憲時の3代にわたって正木氏が支配し、上総国東部支配の拠点とされた。だが、天正9年（1581年）に里見義頼との内紛によって憲時が殺害されると、同城には里見氏の代官が派遣されたという。
天正18年（1590年）、里見氏が惣無事令違反を理由に上総国を没収されると、同国は徳川家康に与えられ、その配下の勇将・本多忠勝が城主となり、大多喜藩10万石が成立した。忠勝は里見氏の北上を防止するために突貫工事を行い、3層4階の天守を持つ近世城郭へと大改築を行い、ふもとに城下町の建設を行った。これが今日の大多喜城である。
以後、この城は大多喜藩の拠点として幕末まで重要な役割を果たしてきたが、元和5年（1619年）9月、藩主阿部正次が拠点を移したことにより大多喜藩は一時的に廃藩となったため、城は荒廃した。寛文11年12月（1672年）、阿部正春が1万6千石で入城した際、幕府から「大多喜城は城跡になってしまっているので、追々再建するように」という命令が下ったものの、「一重の塀もないありさまで、門や櫓などもない」という当時の記録の通り、大多喜藩の規模縮小に伴い、荒廃した状態で長く支配が行われていたようである。元禄3年（1690年）の幕府隠密の調査記録と思われる『土芥寇讎記』にも、「幕府から大多喜城の再建命令が通達されたにもかかわらず、大多喜藩では命令を履行していない。塀もない状態だ。ましてや門や櫓などあろうはずがない」と記されている。史料が少ないために江戸時代の状態は不明な点も多いが、阿部家以降の城主は多少の増築などは行ったようである。ただし山頂の天守などは荒廃していたようである。天保13年（1842年）には天守が焼失し、天守の代わりに2層の「神殿」と称する建築が天保15年（1844年）8月に建てられていたと考えられている。
明治3年12月（1871年）に城は取り壊され、その後本丸も削平されたという。その後、昭和41年（1966年）に本丸跡は千葉県の史跡に指定された。
昭和50年（1975年）に城跡に天保6年（1835年）の図面を基にして天守が再建されて、内部には千葉県立総南博物館（現在の千葉県立中央博物館大多喜城分館）が設置された。建物は三層四階建ての天守閣造り（鉄筋コンクリート造り）である。千葉県立中央博物館大多喜城分館については、2021年12月27日から長期休館となる。千葉県と大多喜町は2021年12月9日に施設を町に移譲することで合意しており、将来的に大多喜町の町営博物館に移行する予定である。
2017年（平成29年）4月6日、「続日本100名城」（122番）に選定された。

## 天守
天保13年（1842年）の天守焼失後、焼失した天守に代えて「神殿」と称する建物が建てられたとされるが、大多喜藩が財政難に苦しんでいた時でもあり、粗末な建築物だったのではないかと、この城を研究した渡邉包夫は考えている。火災があったことに関しては、昭和48年（1973年）の学習院大学の発掘調査でも大量の焼土が発見されたことで裏づけられているが、改築および天守建築を否定する説もある。小高春雄は改築そのものを否定する日本工業大学の見解を紹介し、やや否定説に傾きつつも、渡邉が発見した大多喜城天守絵図面の存在から完全に否定できないとする、玉虫色の見解を示している。
天守存在説に関しては学界でも論議があり、非実在説もある。非実在説の根拠としては、
- 寛文年間と推定される大多喜城の絵図には、天守が描かれていない。
- 前述の通り、寛文11年の記録には「一重の塀もないありさまで、門や櫓などもない」とある。櫓もないのだから天守もなかったのではないか。
- また、元禄3年の『土芥寇讎記』にも、「塀もない状態、ましてや門や櫓などあろうはずがない」と書かれているということは、この時点でも天守はないのではないか[5]。
- サン・フアン・デ・ウルア要塞守備隊長やフィリピン総督を歴任したドン・ロドリゴが、慶長14年（1609年）にこの城を訪れているが、ドン・ロドリゴの記録『日本見聞録』に天守が登場しない。
- 発掘調査時に天守石垣の痕跡がなかった。

などが挙げられているが、2通りの天守絵図が存在することや、本丸は明治時代に削られたために石垣の痕跡はそもそも見つからないのではないかという反論もあり、現在でも結論に至っていない。このため、この城の再建天守の評価が書籍によって「復元」「復興」「模擬」と分かれている。

## 遺構

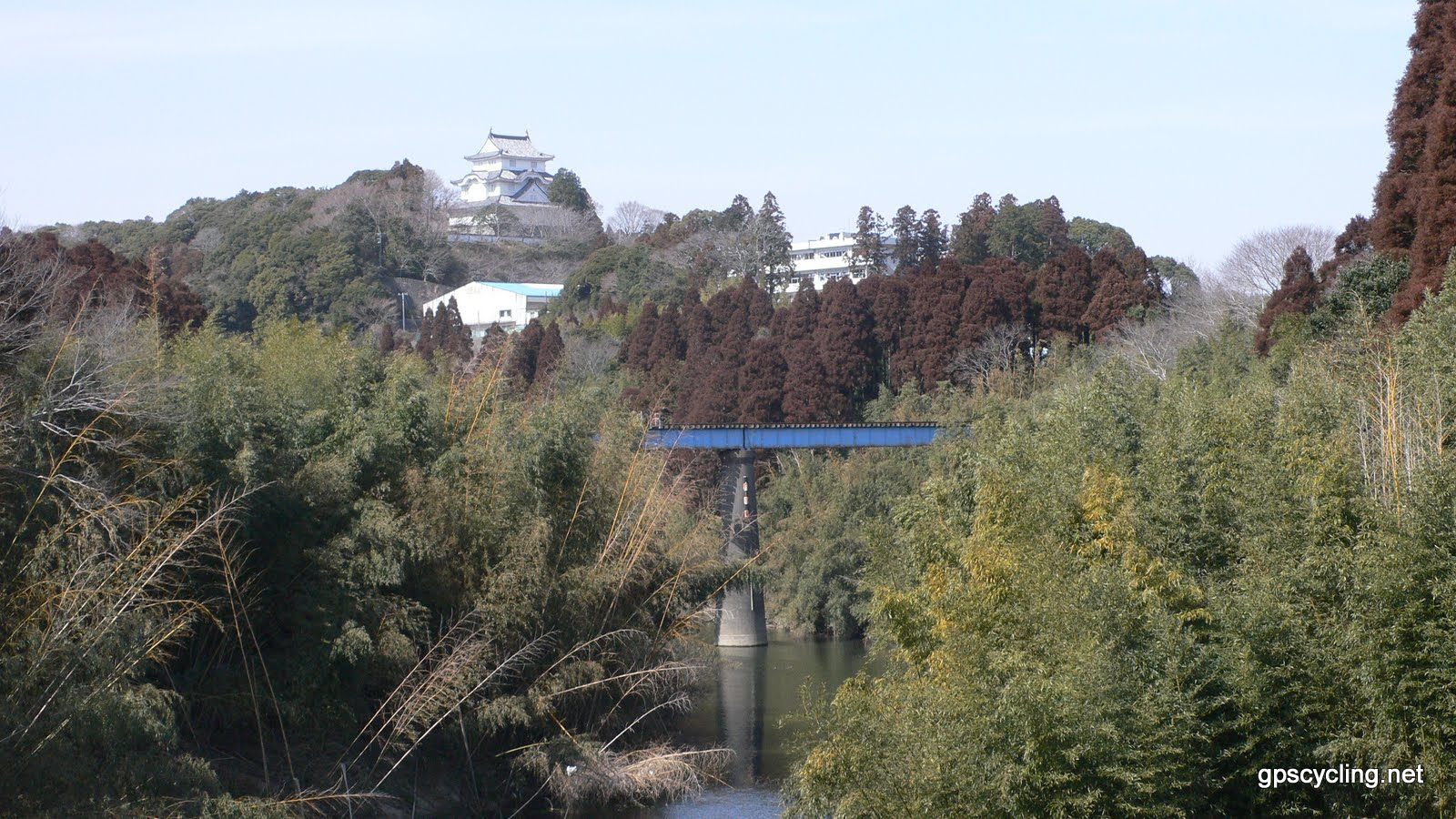
大多喜城 遠景
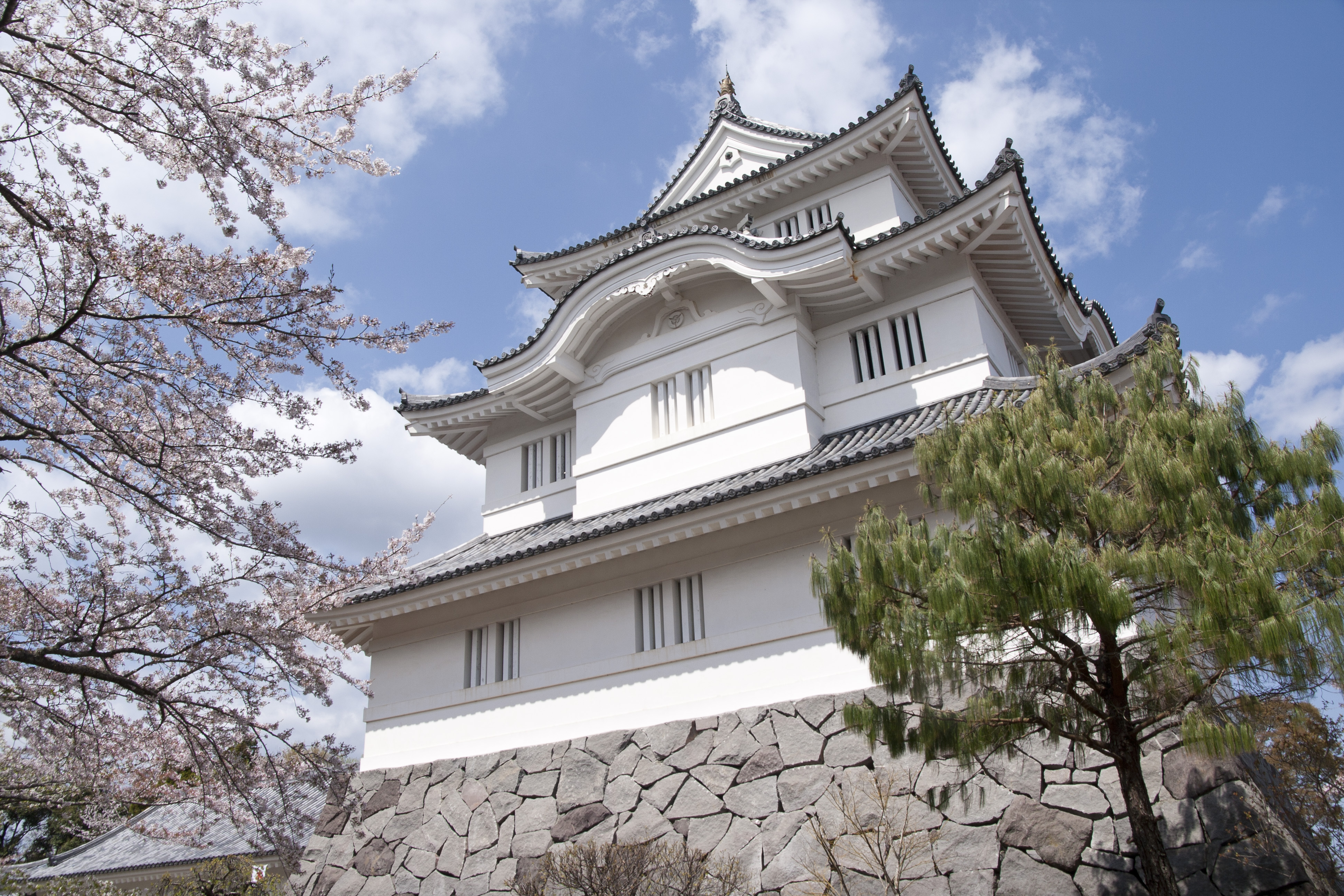
再建天守側面
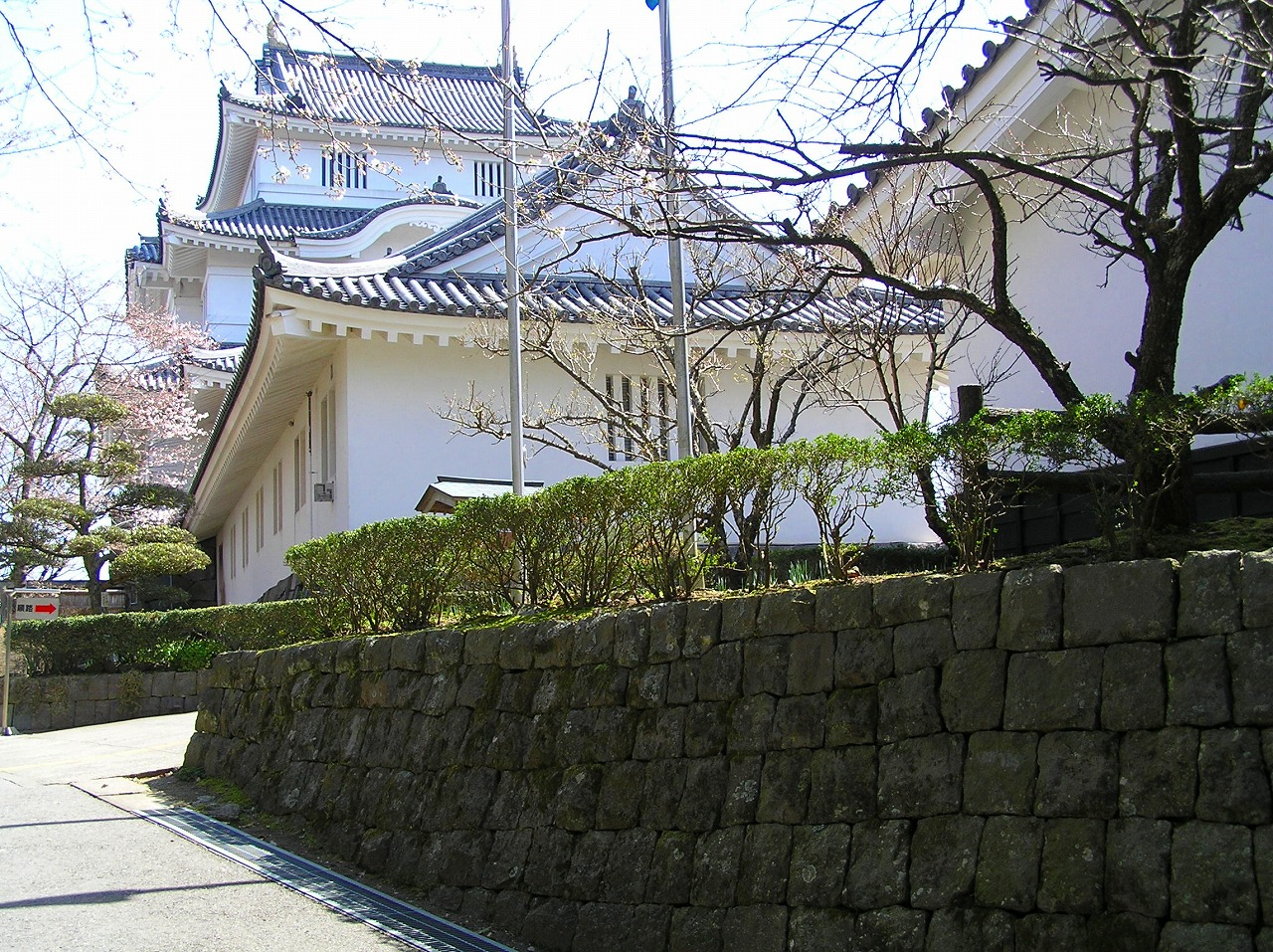
再建天守附櫓
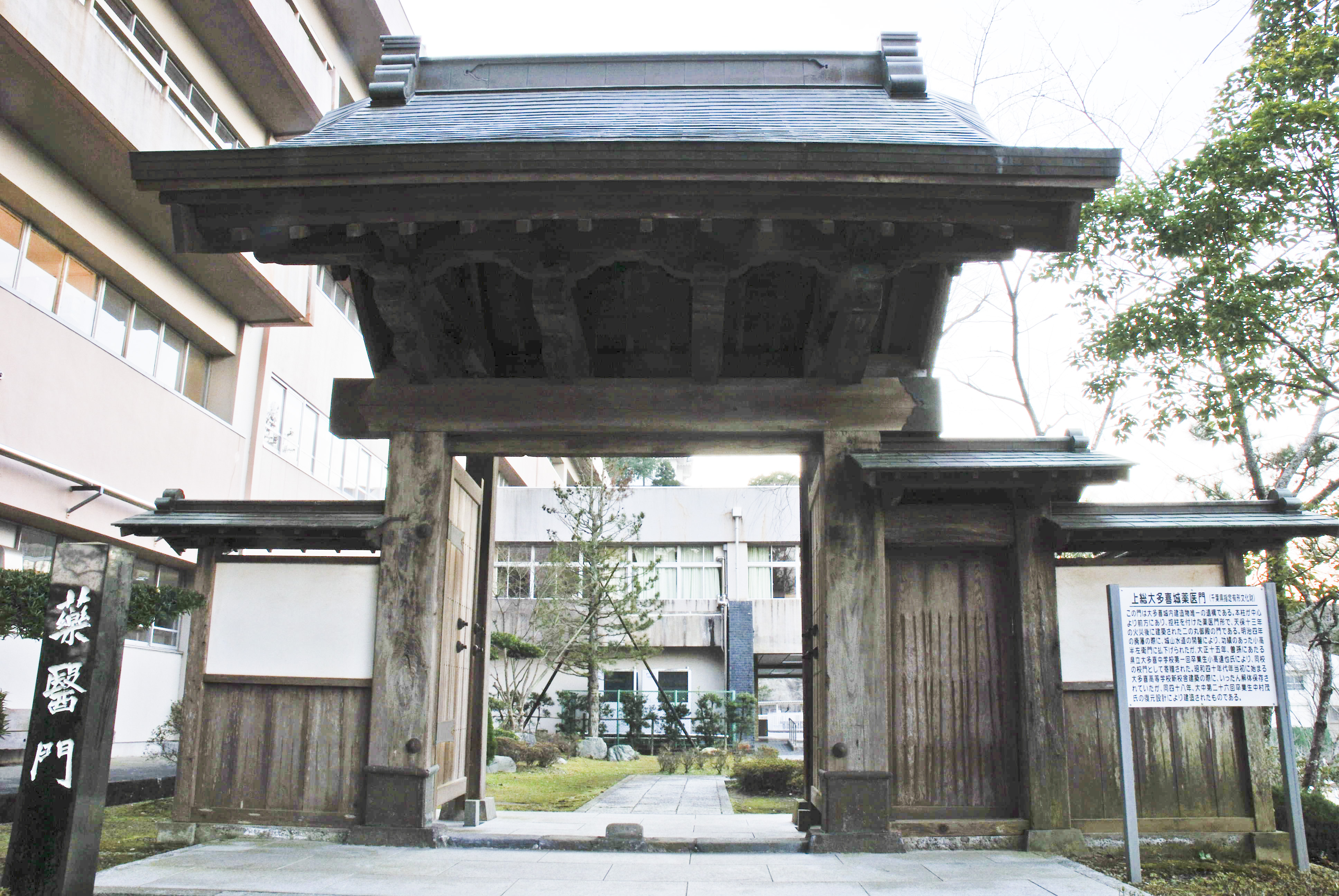
現存する薬医門
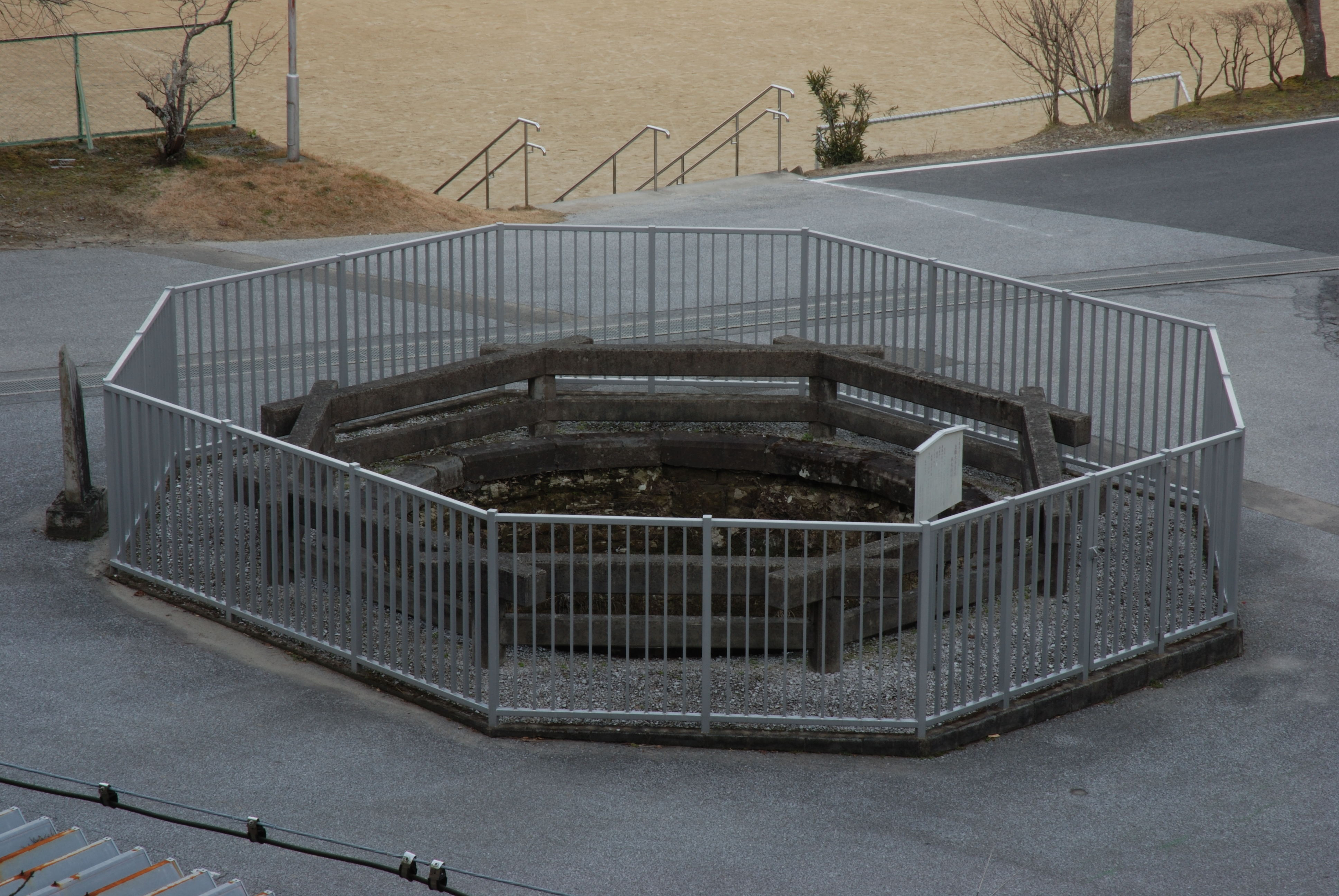
深さ20mの大井戸

本丸付近に土塁が、大手門付近に堀跡が残り、二の丸に大井戸が残る。
大井戸は、周囲が17メートルの大きなもので、本多忠勝が大多喜城を築城したときに作られ、江戸時代には八角の井桁を組み、そこから８本の柱が立ち、杉皮東屋風の建物だった。梁には８個の滑車と16の釣瓶桶が用意されていて、それで水をくみ上げていた。
本丸跡と大井戸は「上総大多喜城本丸跡 附 大井戸、薬医門」の名称で千葉県指定史跡に指定されている。
建造物としては、大多喜高校に保存されている二の丸御殿薬医門が現存しており、前述の通り「本丸跡」の附指定で千葉県指定史跡となっている。
再建天守は昭和50年（1975年）に天保13年模写の三層天守絵図などを元に、江戸時代の一般的な天守を参考として、推定復元を行って建築したものである。竣工は昭和50年9月10日、設計は藤岡通夫である。